# Charly Trussardi
Pas d'image ? Cliquez ici

a Compétitions nationales et continentales officielles uniquement.

b Matchs officiels uniquement.
Dernière mise à jour le 17 mars 2022.
Charly Trussardi, né le 21 mars 1997 à Baie-Mahault (Guadeloupe), est un joueur français et italien de rugby à XV évoluant aux postes de demi de mêlée ou d'ailier à l'AS Bédarrides Châteauneuf-du-Pape à partir de 2024.

## Biographie

### Jeunesse et formation
Charly Trussardi naît en Guadeloupe d'un père italien et d'une mère guadeloupéenne. À sept ans, il rejoint la métropole et arrive à Clermont-Ferrand avec sa famille.
À dix ans, il rejoint l'ASM Clermont Auvergne en 2007 puis intègre ensuite son centre de formation,. 
Dès ses dix-huit ans, il est sélectionné avec les équipes italiennes de jeunes. Puis, il joue pour l'équipe d'Italie des moins de 20 ans en 2016 et 2017,

### Carrière professionnelle
Lors de la saison 2017-2018 à l'ASM Clermont, il profite des absences conjointes de Greig Laidlaw, Charlie Cassang voire Morgan Parra pour obtenir du temps de jeu à son poste demi de mêlée,. En mai 2018, il joue également en Coupe des nations avec l'équipe d'Italie A.
Pour la saison 2018-2019, il est prêté à l'AS Béziers en Pro D2, où il joue la quasi-totalité des matchs en première partie de saison, étant plus en retrait en fin de saison.
À la fin de son prêt, il ne rentre pas à l'ASM, et signe un contrat en Italie au Benetton Trévise jusqu'à la saison 2020-2021. Jouant huit matchs avec la franchise italienne lors de la saison 2019-2020 — titularisé notamment lors de la victoire 25-37 sur le terrain des Dragons — il est ensuite prêté au club de première division italienne du Rugby Rovigo pour gagner en temps de jeu,.
Il est transféré au SC Albi en 2021, évoluant en Nationale. Dans son nouveau club, il développe une certaine polyvalence en étant régulièrement utilisé au poste d'ailier.
Durant l'été 2024, il rejoint l'AS Bédarrides Châteauneuf-du-Pape en Nationale 2.

## Palmarès
- Vainqueur du Championnat de France espoirs en 2018 avec l'ASM Clermont Auvergne.
- Vainqueur du Championnat d'Italie en 2021 avec Rugby Rovigo.